# Prozor vára (Dalmácia)
Prozor vára (horvátul: Utvrda Prozor), vár Horvátországban, Vrlika területén. Dalmácia legjelentősebb középkori várromjai közé tartozik, mely ma is meghatározza, az alatta fekvő Vrlika látképét.

## Fekvése
Vrlika városától északra, a Svilaja-hegység 575 méter magas sziklaszirtjének tetején található.

## Története
A Vrlika feletti hozzáférhetetlen sziklaszirtre Hrvoje Vukčić Hrvatinić spalatói herceg a 15. század elején építtette fel Prozor várát. Első írásos említése 1406-ból származik. A vár Hrvojának nemcsak nyári rezidenciája volt, hanem a Luxemburgi Zsigmonddal vívott harcok idején egyik legfontosabb erőssége is. A vár alatt fejlődött ki Vrlika, melynek lakossága főként a régió régi központjából Vrh Rikából költözött ide át. Prozor vára ezt követően a Nepilićeké, majd a Frangepánoké lett, de ők már nem élvezhették sokáig birtoklását, mert Zsigmond király hívének, a Vitturi családnak adományozta. 1425-től a megújuló török támadások egyre nagyobb veszély jelentettek a térség lakosságára. Magának Vrlikának nem volt vára és a település sem volt különösebben megerősítve. A közeli Prozor és Glavaš várain kívül csak a természetes vízfolyások védelmére szorítkozhatott. 1492-ben a török elfoglalta Vrh Rikát Sveti Spas templomával együtt, 1522-ben pedig maga Vrlika is török uralom alá került. A török közigazgatásban a település a Klisszai szandzsák egyik náhijének központja lett. Vrlikán dzsámi épült és jelentős muzulmán lakosság települt be a városba. A település csak 1688-ban Knin velencei ostromával egy időben szabadult fel a török uralom alól. A vár 1715-ben a Cetina vidéke ellen intézett török támadás idején súlyosan megrongálódott. A török zsoldosok Vlika ekkor lakóit megkímélték, míg a várba menekült lakosság számára nem volt kegyelem.

## A vár mai állapota
Prozor vára a várostól északra emelkedő hegytetőn található. Falai ma is nagy magasságban állnak, emiatt Dalmácia legjelentősebb középkori várromjai közé tartozik. A szabálytalan négyszög alaprajzú vár közepén áll a várpalota, melynek keleti bejáratához rámpa és felvonóhíd vezetett. Nyugati részén volt a várnagy lakosztálya. A vár keleti oldalát egy kisebb hengeres torony védte. A lekerekített falakkal védett várkapu a nyugati oldalon volt, míg a déli oldalon a meredek sziklafal miatt csak alacsonyabb falak álltak. A falak helyreállítása 1988-ban kezdődött, majd a munka a délszláv háború idején szünetelt és csak 2006-ban folytatódott